# Antiochos le Jeune
Pour les articles homonymes, voir Antiochos.
Titre
Prince séleucide
Antiochos (en grec ancien : Ἀντίoχoς), plus couramment appelé Antiochos le Jeune, né vers 221 av. J.-C. et mort en 193 av. J.-C., est un prince héritier de la dynastie des Séleucides.
Fils aîné d'Antiochos III et de Laodicé III, il est associé au règne de son père mais meurt avant de pouvoir lui succéder.

## Biographie

### Vice-roi
Durant l’expédition d'Antiochos III dans les satrapies orientales (entre 212 et 206 av. J.-C.), Antiochos, alors âgé de 11 ans, reçoit le titre de vice-roi des provinces occidentales en 210 ; c'est sa mère Laodicé III qui exerce la régence depuis l'Anatolie. La naissance d'un héritier a créé les conditions du complot hourdi par Hermias, l'influent ministre, qui cherche à faire tuer le roi dans l'espoir de régenter le royaume au nom du jeune prince. Mais le complot est éventé et Hermias finit par être exécuté. 
Il est mentionné dans plusieurs décrets et lettres aux côtés de son père. En 200, il commande victorieusement la cavalerie des cataphractaires à la bataille de Panion contre les Lagides durant la cinquième guerre de Syrie.
En 196, Antiochos est officiellement désigné comme héritier du trône des Séleucides et doit épouser sa jeune sœur, Laodicé IV. Il s'agit du premier mariage entre frères et sœurs de la dynastie séleucide, alors que c'est une tradition chez les Lagides. De cette union née une fille, Nysa. La même année, son père lui confie la gouvernance des Hautes satrapies pendant qu'il s'entretient en Anatolie avec les légats romains Villius Tappulus et Galba Maximus.

### Mort d'Antiochos
En 193 av. J.-C., Laodicé IV est nommée grande-prêtresse  du culte de Laodicé III en Médie. Ce culte vient d'être instauré dans le royaume. Cette même année, Antiochos le Jeune, qui aurait pu être « un grand roi, un monarque ami de la justice », trouve brutalement la mort dans des circonstances mystérieuses, suscitant une grande peine parmi sa famille. Mais d'après Tite-Live, qui rapporte une rumeur de palais, il aurait pu être empoisonné par des eunuques sur l'ordre de son père qui aurait pris ombrage de son impatience à régner. Mais cette thèse parait invraisemblable. Son frère cadet Séleucos IV, alors installé en Thrace à Lysimacheia, devient dès lors le prince héritier.
Antiochos III justifie la rupture des négociations diplomatiques avec Rome par la mort de son fils aîné ; il commence alors ses préparatifs militaires. Dans le sanctuaire d'Apollon de Claros près de Colophon, une statue en son honneur a été érigée comme l'atteste une inscription épigraphique.

## Généalogie

### Mariage
Antiochos le Jeune épouse sa sœur Laodicé IV en 196 av. J.-C. ; de cette union naît Nysa.

### Ascendance
Sauf précision contraire, les dates de cet article sont sous-entendues « avant l'ère commune » (AEC), c'est-à-dire « avant Jésus-Christ ».